# Cordulecerus alopecinus
Cordulecerus alopecinus är en insektsart som först beskrevs av Hermann Burmeister 1839.  Cordulecerus alopecinus ingår i släktet Cordulecerus och familjen fjärilsländor. Inga underarter finns listade i Catalogue of Life.